# Hamster du Daghestan
Mesocricetus raddei
Espèce
Statut de conservation UICN

 LC  : Préoccupation mineure
Le Hamster du Daghestan (Mesocricetus raddei) est une espèce de rongeur de la famille des Cricetidae.

## Habitat d'origine
Le Hamster du Daghestan se retrouve exclusivement en Russie, dans les steppes de Ciscaucasie, du Daghestan jusqu'au fleuve Don et à la mer d'Azov où il se jette.